# 衛武公
衞武公（?—前758年），完整的谥法为睿圣武公，姬姓，名和，衞釐侯之子，衞共伯之弟，擔任卫君五十五年，施行良政。有学者认为，他就是西周“共和时期”的共伯和。
近代学者郭沫若等认为，元年师兑簋和三年师兑簋等西周青铜器铭文中提到的师和父以及金文中的白龢父就是共伯和，即衞武公。
衞武公四十二年，犬戎殺周幽王，他輔佐周平王平犬戎，因此周平王升衞武公為公爵。公元前544年，吴国公子季札访问鲁国，请求观赏周乐。当乐工唱起“卫风”时，季札赞叹道：“美哉，渊乎！忧而不困者也。吾闻卫康叔、武公之德如是，是其《卫风》乎？”
衞武公的儿子惠孙是卫国世族孙氏的始祖。